# Bloody Riot (album)
Bloody Riot è il primo ed unico album del gruppo musicale hardcore punk romano Bloody Riot. Stampato su etichetta Meccano Records, in formato LP, il disco è stato prodotto da Giulio Tedeschi.
Il disco è stato successivamente ristampato nella raccolta Disubbidisciti.

## Brani
1. Nervous breakdown
2. Birra
3. Don't think of tomorrow
4. Bloody Riot
5. Partisans
6. Polizia
7. Gioventù bruciata
8. Bitch
9. No eroina
10. Teppa life
11. Hear the noise
12. Contro lo stato/c.l.s.
13. Naja de merda